# Dolní Branná
Dolní Branná là một làng thuộc huyện Trutnov, vùng Královéhradecký, Cộng hòa Séc.